# Nicole Shanahan
Nicole Ann Shanahan, née le 26 septembre 1985 dans le comté de Placer en Californie, est une femme d'affaires, femme politique et avocate américaine. 
Elle est la colistière du candidat indépendant Robert Francis Kennedy Jr. pour l'élection présidentielle américaine de 2024. Puis Robert Francis Kennedy Jr. et Nicole Shanahan soutiennent le candidat républicain Donald Trump à partir d'août 2024. 

## Biographie
Nicole Shanahan est née dans le comté de Placer en Californie, aux États-Unis et a grandi à Oakland dans une famille pauvre qui dépendait de l'aide de l'État. Sa mère est une immigrante chinoise exerçant le métier de comptable et son père était soigné pour schizophrénie. À l’âge de 12 ans, elle est serveuse dans un restaurant. Elle étudie à l’université de Puget Sound à Tacoma dans l'État de Washington grâce à « une bourse d’études », avant de suivre des cours de droit. Elle est diplômée de droit et de mandarin,,.
Elle est la fondatrice de ClearAccessIP, une entreprise spécialisée dans la propriété intellectuelle. Elle a vendu cette société en 2020,.
Nicole Shanahan se déclare proche du Parti démocrate. Elle a fait des dons à des campagnes présidentielles démocrates.
En 2024, elle est la colistière du candidat indépendant Robert Francis Kennedy Jr., neveu de l’ancien président John Fitzgerald Kennedy, pour l'élection présidentielle américaine de 2024. En août 2024, Robert Francis Kennedy Jr. annonce suspendre sa campagne et se ranger derrière le candidat républicain Donald Trump. Nicole Shanahan soutient alors la campagne du candidat du Parti républicain.
En janvier 2025, elle annonce qu’elle « financera personnellement » les principaux challengers contre les sénateurs qui ne voteraient pas pour Robert F. Kennedy Jr pour le poste de secrétaire à la Santé et aux Services sociaux des États-Unis.

## Vie privée
En 2013, Nicole Shanahan épouse Jeremy Asher Kranz, un investisseur et directeur financier de la baie de San Francisco ; ils ont divorcé en 2015,.
En 2018, Nicole Shanahan épouse Sergey Brin, un entrepreneur américain d'origine russe, cofondateur avec Larry Page de la société Google, avec qui elle a une fille. Après une liaison supposée avec Elon Musk, elle divorce. Lors de la procédure de divorce, qui s'est achevée en 2023, Shanahan a réclamé plus d'un milliard de dollars à Brin. Le partage final des biens n'a pas été révélé.
En 2023, Nicole Shanahan a organisé une « cérémonie d'amour » avec Jacob Strumwasser, qui est consultant chez Lightning Labs, une société de logiciels Bitcoin. Elle a décrit l'événement comme une cérémonie de handfasting influencée par la tradition druidique. Le couple s'est rencontré au festival Burning Man durant l'été 2022.
Par l'intermédiaire de sa fondation Bia-Echo, elle contribue à plusieurs causes, en particulier la recherche sur la fertilité chez les femmes.

## Reférences
1. 1 2 3  Corine Lesnes, « Présidentielle américaine : la millionnaire démocrate Nicole Shanahan, colistière du candidat indépendant Robert Kennedy Jr », Le Monde,‎ 26 mars 2024 (lire en ligne, consulté le 29 mars 2024).
2. 1 2 3  Philippe Boulet-Gercourt, « Présidentielle américaine : Nicole Shanahan, d’avocate de la Silicon Valley à colistière de Robert F. Kennedy Jr. », Le Nouvel Observateur,‎ 27 mars 2024 (lire en ligne, consulté le 29 mars 2024).
3. 1 2 3  Claire Meynial, « Qui est Nicole Shanahan, choisie comme colistière par RFK Jr pour la présidentielle ? », Le Point,‎ 27 mars 2024 (lire en ligne, consulté le 29 mars 2024).
4. ↑  « Robert F. Kennedy Jr. suspend sa campagne et se range derrière Donald Trump », sur Radio-Canada, 23 août 2024 (consulté le 23 août 2024).
5. ↑  (en) Matt Shuham et Dave Jamieson, « Trump Ally Nicole Shanahan Appears To Promote Weird QAnon Theory », sur Huffpost, 1er novembre 2024 (consulté le 26 janvier 2025).
6. ↑  (en) Alex Nitzberg, « Scorched-earth Shanahan: RFK Jr's former running mate threatens political war against confirmation opponents », sur Fox News, 29 janvier 2025 (consulté le 11 février 2025).
7. 1 2  (en-US) Peder Schaefer, « 55 Things You Need to Know About Nicole Shanahan », Politico, 26 mars 2024 (consulté le 28 mars 2024)
8. ↑  (en) « JEREMY ASHER KRANZ VS. NICOLE ANN SHANAHAN », Unicourt, 4 septembre 2016 (consulté le 29 mars 2024)
9. ↑  Paige Leskin, « Google's Sergey Brin has secretly been married to the founder of a legal tech startup since 2018 », sur Business Insider France, 3 octobre 2019 (consulté le 29 mars 2024).
10. ↑  Didier Arnaud, « Nicole Shanahan, la femme qui met en péril l'amitié entre Musk et Brin », Les Échos,‎ 25 juillet 2022 (lire en ligne, consulté le 29 mars 2024)
11. ↑  (en) « Nicole Shanahan Commits to Partner Jacob Strumwasser in 'Beautiful' Love Ceremony (Exclusive) », sur Peoplemag (consulté le 3 avril 2024)
12. ↑  Maria Di Mento, « Nicole Shanahan Gives $100 Million for Reproductive Research and Other Causes », The Chronicle of Philanthropy,‎ 27 septembre 2019 (lire en ligne, consulté le 29 mars 2024)